# Абаський муніципалітет
Абаський  муніципалітет (груз. აბაშის მუნიციპალიტეტი абашіс муниципʼалитети) —  муніципалітет в  Грузії, що входить до складу  краю Самеґрело-Земо Сванеті (або Мегре́лія-Верхня Сване́тія). Знаходиться на заході Грузії, на території  історичної області Мегрелія. Адміністративний центр — місто Абаша.

## Населення
Станом на 1 січня 2014 чисельність населення муніципалітету склала 19 600 мешканців.
Більшість населення складають мегрели, одна з етнографічних груп грузин.
| Грузини | Осетини | Росіяни | Українці |
| 99,63 % | 0,02 %  | 0,023 % | 0,03 %   |